# David Vandenbroeck
David Vandenbroeck, est un joueur de football belge, né le 12 juillet 1985 à Braine-l'Alleud reconverti entraîneur. 

## Statistiques
| Saison         | Club               | Compétition        | Matchs | Buts |
| -------------- | ------------------ | ------------------ | ------ | ---- |
| 2003-2008      | AFC Tubize         | D2                 |        |      |
| 2008-2009      | Sporting Charleroi | Jupiler Pro League | 21     | 0    |
| août 2009-2010 | KV Kortrijk        | Jupiler Pro League | 36     | 3    |
| 2010-2011      | Zulte Waregem      | Jupiler Pro League | 30     | 2    |
| 2011-2012      | KV Kortrijk        | Jupiler Pro League | 11     | 1    |
| 2012-          | Royal Antwerp FC   | D2                 | 13     | 0    |